# Маломуйнаково
Маломуйна́ково (рос. Маломуйнаково, башк. Малай-Муйнаҡ) — присілок у складі Учалинського району Башкортостану, Росія.
Населення — 108 осіб (2010; 143 в 2002).
Національний склад:
- башкири — 96%